# Hans Neger
Hans Neger (* 1. Oktober 1902; † 23. Juli 1975) war ein deutscher Fußballspieler, der als Torwart der SpVgg Fürth 1929 die Deutsche Meisterschaft gewann.

## Karriere
Neger begann beim MTV Fürth als Torhüter mit dem Fußballspielen und rückte zur Saison 1921/22 – dem Jugendalter entwachsen – in die erste Mannschaft auf. In den vom Süddeutschen Fußball-Verband ausgetragenen Meisterschaften spielte er in der regional erstklassigen Kreisliga Nordbayern und belegte mit der Mannschaft den dritten von acht Plätzen; in der Folgesaison konnte mit dem vierten von acht Plätzen der Abstieg vermieden werden. In der Saison 1923/24 spielte er in der Bezirksliga Bayern, ab März 1924 durch die Reinliche Scheidung bedingt, für den VfR Fürth, der sich aus der Fußballabteilung des MTV Fürth verselbständigt hatte. Mit dem siebten von acht Plätzen und den damit verbundenen Abstieg, bestritt er eine Saison in der zweiten Klasse. Zur Saison 1925/26 von der SpVgg Fürth verpflichtet, spielte er für diesen zunächst in der Bezirksliga Bayern, ab der Saison 1927/28 bis Saisonende 1932/33 in der Gruppe Nordbayern und seine letzten beiden Spielzeiten in der Gauliga Bayern, in einer von zunächst 16, später auf 23 aufgestockten Gauligen zur Zeit des Nationalsozialismus als einheitlich höchste Spielklasse im Deutschen Reich. Während seiner Vereinszugehörigkeit gewann er mit der Mannschaft fünf regionale Meisterschaften und viermal den Süddeutschen Pokal; sein größter Erfolg jedoch war der Gewinn der Deutschen Meisterschaft. In der Saison 1928/29 bestritt er vier Endrundenspiele und hütete am 28. Juli 1929 in Nürnberg beim 3:2-Sieg über Hertha BSC das Tor. In der Folgesaison kam er nochmals im Achtel- und Viertelfinale zum Einsatz. Mit Ausnahme der Saison 1932/33, in der er kein Punktspiel bestritt, absolvierte er 184 Punktspiele für die SpVgg Fürth.
Mit der SpVgg Fürth nahm er am Coupe des Nations 1930, einem von Servette Genf als Alternative zur Weltmeisterschaft 1930 ausgetragenem Turnier, teil und bestritt das am 29. Juni mit 4:3 n. V. gegen den FC Sète gewonnene Erstrundenspiel sowie das am 2. Juli mit 1:7 gegen den First Vienna FC verlorene Viertelfinalspiel.

## Schiedsrichter
1950 betätigte sich der frühere Torwart als Schieds- und Linienrichter auf Oberliganiveau. In letzterer Funktion wurde er beim Spiel des 1. FC Nürnberg gegen den VfB Stuttgart (1:1) am 5. Februar tätlich angegriffen, ebenso wie der Schiedsrichter Fritz Bouillon: "Die Polizei war gegen die Rowdies machtlos."

## Erfolge
- Deutscher Meister 1929
- Gaumeister Bayern 1935
- Nordbayerischer Meister 1928, 1930, 1931
- Süddeutscher Meister 1931
- Süddeutscher Pokal-Sieger 1927